# Пандемија ковида 19 на Острву Принца Едварда
Пандемија ковида 19 на Острву Принца Едварда је вирусна пандемија болести корона вируса 2019 (ковид 19), нове заразне болести узроковане тешким акутним респираторним синдромом коронавирус 2 (САРС-КоВ-2). Провинција Острво Принца Едварда је десета по укупном броју случајева ковида 19 у Канади (од десет провинција и три територије). До 14. јануара 2022. Острво Принца Едварда је била једина провинција/територија на којој није било смртних случајева од ковида 19.
Од 24. јануара 2022. године, Острво Принца Едварда пријавило је 6.125 потврђених случајева вируса и шест смртних случајева.
14. марта 2020. објављен је први потврђени случај на Острву Принца Едварда, жене у својим 50-им годинама која се вратила са путовања на крузеру 7. марта. До 26. марта 2020. било је пет случајева, од којих су сви били везани за путовања.

## Временска линија
14. марта 2020. објављен је први потврђени случај на Острву Принца Едварда, жене у својим 50-им годинама која се вратила са путовања на крузеру 7. марта.
Дана 16. марта 2020, премијер Острва Принца Едварда, Денис Кинг, објавио је да је покрајински кабинет прогласио ванредно стање према Закону о јавном здрављу. Проглашење ванредног стања дало је посебна овлашћења главном службенику за јавно здравље покрајине, који ће моћи да издаје наређења као што су уздржавање од било каквих јавних скупова, да се усмере ресурсе тамо где су по његовој процени најпотребнији и да управља болницама и другим здравственим установама и службама хитне помоћи.
Премијер је такође најавио да је кабинет отворио фонд за непредвиђене случајеве у износу од 25 милиона долара, а такође истражује друге опције, као што су праћење ланаца снабдевања, истраживање компензација за бригу о деци и смањење владиних активности како би се смањила интеракција са јавношћу.
Провинција је 19. марта 2020. затворила своје продавнице алкохолних пића и канабиса. Због забринутости да би ово могло да утиче на оне који пате од синдрома одвикавања од алкохола, покрајина је најавила да ће поново почети да отвара своје продавнице пића 25. марта.
21. марта 2020. од свих новопридошлих у провинцију је затражено да се самоизолују на две недеље, а преглед свих путника је почео на аеродрому Шарлоттаун, на мосту Конфедерације и трајектном терминалу за услугу Магдаленских острва из Соуриса.
У јуну 2020. године, премијер провинције, Деннис Кинг, предложио је да би путовање између провинција у атлантском региону могло бити дозвољено већ почетком јула. Премијери других провинција су изразили опрез у вези са „Атлантским балоном”.
Дана 3. јула 2020. године, П.Е.А. се удружио са три друге атлантске провинције (Њуфаундленд и Лабрадор, Њу Брансвик и Нова Шкотска) и формирао Атлантски мехур дозвољавајући становницима унутар четири атлантске провинције да путују без самоизолације у трајању од 14 дана. Дан касније, 4. јула, објављена су три нова случаја ковида 19, затим 5. јула пријављена су још два случаја, и после тога још један случај је пријављен 9. јула.
Канадска Премијер лига је 29. јула 2020. године најавила да ће играти скраћену сезону, познату као „Игре острва“ на Универзитету Острва Принца Едварда. Дозвола је издата под условом да ће сви учесници морати да се подвргну самоизолацији и тестирању пре него што им буду дозвољена путовања и игре.
Провинцијски премијер Кинг је 23. новембра 2020. објавио да се Острво Принца Едварда повлачи из „Атлантског балона” на период од две недеље. Повлачење је 3. децембра 2020. продужено најмање до 21. децембра 2020. 
Два нова случаја су идентификована 26. фебруара 2021. идентификована, са још три нова случаја 27. фебруара, што показује знаке ширења вируса у заједници. Потпуна блокада је уведена након 11 нових случајева током викенда. У провинцији је 200 случај ковида потврђен 21. маја 2021.
Од 21. јуна 2021. године становници провинције нису више морали да постављају информације о вакцинацији за пролаз преко провинције.
Случајеви су остали релативно мали током летњих и јесењих месеци. Међутим, крајем децембра 2021. године, Острво Принца Едварда (П.Е.И.) почело је да бележи пораст броја случајева ковида 19, Овај пораст броја оболелих је првенствено изазван варијантом САРС-КоВ-2 Омикрон. Број случајева на Острву Принца Едварда је премашила бројку од 1.000 потврђених случајева 29. децембра 2021. Здравствени званичници пријавили 129 нових случајева, рекордно повећање броја случајева за један дан. Овај рекорд је поново оборен 30. децембра 2021. године, када су званичници пријавили 169 нових случајева, и 31. децембра 2021. године са 175 нових случајева.
Од последњег ажурирања 31. децембра 2021. године, званичници су 2. јануара 2022. пријавили 137 нових случајева ковида 19.
Званичници су пријавили 161 нови случај 3. јануара 2022. Активни број случајева у покрајини је тада достигао број од 995 оболелих.
Још једно рекордно повећање броја случајева за један дан забележено је 4. јануара 2022, са 198 нових случајева. Покрајина је премашила 1.000 активних случајева, са 1.159 активних у целој провинцији.
Премијер Денис Кинг и главни медицински службеник за здравство Хедер Морисон објавили су 222 нова случаја ковида 19, обарајући све раније постављене рекорде данима раније. Број активних случајева је достигао максимум са 1.378 пријављених активних случајева.
Др Хедер Морисон објавила је 14. јануара 2022. да Острво Принца Едварда пријављује своја прва два смртна случаја у вези са ковидом 19. Једна особа је била у категорији између 60 и 79 година старости, а друга је била у категорији старијих од 79 година. Провинција је такође пријавила 225 нових и 195 опорављених случајева инфекције, остављајући 1.994 активних случајева.
Покрајина је 19. јануара 2022. пријавила трећи смртни случај од ковида 19, као и 304 нова случаја.